# Все тіп-топ, або життя Зака і Коді
«Все тіп-топ, або життя Зака і Коді» (англ. The Suite Life of Zack & Cody) — американський ситком, створений Денні Каллісом та Джимом Геганом. Серіал транслювався на Disney Channel в період з 18 березня 2005 року по 1 вересня 2008 року. Серіал тричі номінувався на премію «Еммі», а також тричі номінувався на премію Nickelodeon Kids' Choice Award.
Дія серіалу розгортається в готелі «Tipton» у Бостоні та зосереджується на Заку та Коді Мартінах (Ділан та Коул Спроус), братах-близнюках, які живуть в одному з номерів готелю. Серед інших головних героїв серіалу — спадкоємиця готелю «Tipton»Лондон Тіптон (Бренда Сонг); Медді Фіцпатрік — дівчина, яка продає цукерки в готелі, (Ешлі Тісдейл); менеджер містер Меріон Мозебі (Філ Льюїс) та Кері Мартін(Кім Роудс), мати-одиначка хлопчиків, яка також працює лаунж-співачкою в цьому готелі. Серіал є третім оригінальним серіалом Disney Channel, який має більш як 65 серій.
«Все тіп-топ, або життя Зака і Коді» запустив серіал-продовження, у якому також знялися близнюки Спроус у відповідних ролях Зака та Коді, під назвою «Розкішне життя на палубі», який транслювався на Disney Channel з 2008 по 2011 рік.

## Сюжет
У центрі серіалу — Зак та Коді Мартін, 12-річні брати-близнюки, які живуть у розкішному готелі «Tipton» у Бостоні, де їх мати Кері працює лаундж-співачкою. Однояйцеві близнюки часто влаштовують лихоліття у готелі. Серіал також розповідає про доньку-підлітка власника готелю Лондон Тіптон (пародія на Періс Гілтон), Медді Фітцпатрік, дівчину, яка продає цукерки в готелі, і містера Мозебі, менеджера готелю, який часто є жертвою схем Зака та Коді.

## Герої

### Головні
- Коді Мартін (Коул Спроус) — зрілий і розумний близнюк. Він відмінник. У першому сезоні шоу виявилося, що Коді є більш ніжним близнюком порівняно зі своїм братом.
- Зак Мартін (Ділан Спроус) — егоцентричний, комунікабельний, старший близнюк, який зазвичай одягається у ковзанярський і мішкуватий одяг.
- Лондон Тіптон (Бренда Сонг) — єдина дочка Вілфреда Тіптона, власника готелю Tipton. Лондон — підліток із власним приватним номером у готелі «Tipton» у Бостоні. Лондон любить моду; вона носить тільки дизайнерський одяг. У неї є власне веб-шоу під назвою Yay Me! У головній ролі Лондон Тіптон.
- Медді Фіцпатрік (Ешлі Тісдейл) — дівчина-підліток, яка продає цукерки в готелі «Tipton», і найкраща подруга Лондона. Вона походить із сім'ї нижчого класу, тому Медді працьовита, відверта та розумна.
- Меріон Мозебі (Філл Льюїс) — суворий і суворий менеджер готелю «Tipton», яка володіє великим словниковим запасом і простою мовою, і її часто дратують схеми Зака і Коді. Містер Мозебі виступає як батьківська фігура щодо Лондона, оскільки містер Тіптон рідко буває поруч.
- Кері Мартін (Кім Роудс) — самотня мати Зака і Коді. Вона співачка в лаунжі готелю. Вона та її сини подорожували кількома містами, перш ніж приїхати в готель «Tipton». Вона була одружена з Куртом Мартіном, але вони розлучилися після народження близнюків з невідомих причин.

### Другорядні
- Естебан Рамірес (Адріан Р'Манте) — коридорний готелю.
- Арвін Гокхаузер (Браян Степанек) — двірник готелю та починаючий винахідник.

## Виробництво
Прем'єра серіалу «Все тіп-топ, або життя Зака і Коді» відбулася в березні 2005 року з Діланом і Коулом Спраусом, Брендою Сонг, Ешлі Тісдейлом, Філлом Льюїсом і Кім Роудс. Серіал знімався перед глядачами студії в Голлівуді. Виробництвом серіалу займалася студія It's a Laugh Productions, створена Денні Каллісом і Джимом Геганом.
Під час виробництва першого сезону було замовлено п'ять додаткових епізодів, довівши загальну кількість до 26.
Серіал було продовжено на третій сезон у листопаді 2006 року після того, як було знято 65 епізодів. Виробництво планувалося відновити в січні 2007 року.